# Birkenhead United AFC
Der Birkenhead United Association Football Club ist ein neuseeländischer Fußballklub aus dem Vorort Beach Haven von Auckland.

## Geschichte
Der Klub wurde im Jahr 1960 unter dem Namen Birkenhead gegründet. Durch Einnahme des Klubs Birkdale im Jahr 1963 kam der Klub dann auch zu seinem heutigen Namen. Nach einigen Jahren in der Division 1 schaffte man zur Saison 1968 den Aufstieg in die Premier League, nach dem direkten Abstieg schaffte man aber auch direkt wieder die Rückkehr und spielte in der Saison 1970 noch ein weiteres Jahr in der Premier League, nur um direkt wieder abzusteigen.
Von nun an blieb man aber in der Division 1, stieg nach dem Spieljahr 1976 aber in die Division 2 ab. Hier verblieb man dann auch über die nächsten Jahre, lediglich zur Saison 1981 schaffte man es einmal wieder in der Division 1 zu spielen. Zur Saison 1984 gelang dann aber auch wieder langfristig der Klassenerhalt in der Division 1, auch wenn man zur Saison 1991 nochmal in die Division 2 abstieg. Zur Saison 1997 ging man dann aber wieder längerfristig runter in die Division 2 und erst zur Saison 2002 schaffte man wieder einmal kurz einen Aufstieg in die höhere Spielklasse. Mit dem darauf erneut erfolgenden Aufstieg in die Division 1 zur Spielrunde 2004 konnte man später auch sogar zur Spielzeit 2006 wieder einmal in die Premier League aufsteigen. Zwar ging man durch eine Neueinstufung der Ligen zur Saison 2010 nochmal runter in die Division 1, hielt sich hier aber nur kurz auf und kehrte bereits zur Saison 2013 wieder zurück in die Premier League.
Aus dieser wurde dann später die Northern League und ab der Saison 2021 spielte man dann auch im System der neu wiedereingeführten National League. Hier gelang zwar mit 33 Punkten am Saisonende ein vierter Platz, was eigentlich für die Qualifikation zur Championship gereicht hätte, jedoch konnte man aufgrund von Reisebeschränkungen in Folge der COVID-19-Pandemie nicht an dieser teilnehmen. Am Ende der Folgesaison gelang dann sogar ein zweiter Platz, diesmal nahm man auch an der Championship teil und erreichte hier am Ende den vierten Platz.
Im Jahr 2021 bildete der Klub zusammen mit Nelson Suburbs eine strategische Partnerschaft mit dem schottischen Klub St. Mirren FC.
Während es bislang noch nicht gelang, in der Northern League oder der National League eine Meisterschaft zu feiern, so gelang in den Spielzeiten 2016 und 2018 jeweils der Gewinn des Chatham Cup.

## Erfolge
- Chatham Cup
  - Gewinner (4): 2016, 2018